# Білоярцев Фелікс Федорович
Фелікс Федорович Білоярцев (6 липня 1941, Астрахань — 17 грудня 1985, Пущино) — радянський лікар-анестезіолог і фармаколог, відомий завдяки своїй роботі по створенню кровозамінника — перфторана. Доктор медичних наук, професор.

## Життєпис
Народився в родині лікарів, з ранньої юності асистував батьку — хірургу. Закінчив Астраханський медичний інститут, після його закінчення працював два роки по розподіленню в сільській лікарні.
Завдяки своїй наполегливій праці у 1975 р. (в свої 34-роки) в Інституті серцево-судинної хірургії Академії медичних наук Білоярцев отримав докторський ступінь з анестезіології.
У тому ж 1975 р. в Інституті серцево-судинної хірургії ім А. Н. Бакулева він вперше в СРСР виконав роботи по тривалій зовнішньо-легеневій оксигенації з використанням фторвуглецевих оксигенаторів по заміщенню газового середовища на рідкий перфторвуглерод («рідинне дихання»).
Наприкінці 70-х років, стратегічною задачею, якою займалися вчені США, Японії і Радянського Союзу, було створення кровозмісних рідин на основі перфторвуглецевих емульсій. Для СРСР ця робота також була актуальною у зв'язку з катастрофічною недостачею донорської крові. Білоярцев повністю поринув у роботу: він не спав добами, їздив по декілька разів на день за необхідними приладами із Пущино за 120 км у Москву, витрачаючи на це всю свою заробітну платню.
Вперше новина про створення перфторану, який був сумісним з організмом людини, була опублікована у 1982 р. на з'їзді біофізиків СРСР.
Після 2000 експериментів на тваринах 26 лютого 1984 р. фармкомітет СРСР дав дозвіл на проведення 1-ї, а у 1985 р. — 2-ї фази клінічних досліджень.
Весною 1985 р. роботи по створенню і дослідженням перфторану були висунуті на здобуття Державної премії СРСР.
Попри актуальність проблеми і позитивні результати роботи, подальші клінічні дослідження перфторану з 1985 р. були заборонені. Розгорнувся великий скандал у пресі. З'явилися вислови, що розроблена Білоярцевим «блакитна кров» приносить більше шкоди, ніж користі. Вченого почали переслідувати і проти нього і його колег було порушено кримінальну справу. Їх звинуватили в тому, що вони перевіряли препарат на людях, який не було офіційно зареєстровано у Міністерстві охорони здоров'я.
7 грудня 1985 р., після обшуку на власній дачі, професора Ф. Ф. Білоярцева було знайдено повішеним, за офіційною версією він покінчив життя самогубством у віці 44 років, 6 місяців і 12 днів.
Через деякий час на ім'я друга Білоярцева — Бориса Трет'яка прийшов лист, який було відправлено незадовго до самогубства:
 «Дорогой Борис Федорович! Я не могу больше жить в атмосфере этой клеветы и предательства некоторых сотрудников. Побеспокойтесь о Нине и Аркаше. Пусть Г. Р. (Генрих Романович Иваницкий.) поможет Аркадию в жизни… Ваш Ф. Ф.»